# Condição pré-maligna
Condição pré-maligna ou neoplasia pré-cancerosa é uma lesão ou tumor que causa multiplicação de células anormais com risco aumentado de desenvolver algum câncer. A maioria das neoplasias não se transforma em câncer. O risco de uma lesão pré-maligna se transformar em câncer é chamado de potencial de malignidade. O termo tumor pré-maligno ou pré-câncer também é usado para carcinoma in situ (latim para "no sítio"), um câncer detectado precocemente que não invade outros tecidos, porque nem todos os carcinomas in situ se tornam invasivos ou agressivos.
Como regra, quanto mais diferenciadas (anormais) forem as células, maior a chance de transformação maligna.

## Tipos

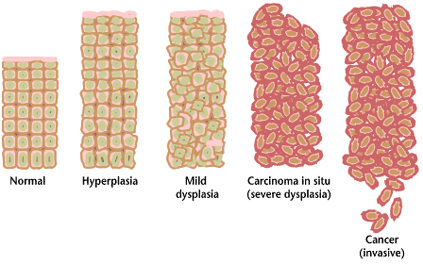
Fases da transformação maligna (em inglês): tecido normal, hiperplasia, displasia, carcinoma in situ e câncer

Exemplos de condições pré-malignas incluem:

Cabeça e pescoço
As lesões que podem se transformar em câncer de cabeça e pescoço, especialmente câncer de boca são:
- Eritroplasia
- Estomatite nicotínica
- Fibrose oral
- Leucoplasia
- Líquen plano oral

Mama
- Carcinoma ductal in situ
- Adenose esclerosante
- Papiloma intraductal

Gastrointestinal
- Esôfago de Barrett
- Gastrite atrófica
- Pólipo colônico, especialmente as poliposes
- Disfagia sideropênica
- Síndrome de Lynch
- Úlcera gástrica ou duodenal

Pele
- Queratose actínica
- Doença de Bowen: Carcinoma escamoso  in situ
- Disqueratose congênita
- Nevo melanocítico congênito
- Xerodermia pigmentosa

Genital
- Neoplasia intraepitelial cervical ou displasia do cérvix (CIN)
- Neoplasia intraepitelial vaginal (VIN)
- Displasia anal
- Líquen escleroso
- Doença de Bowen do pênis[4]
- Eritroplasia de Queyrat
- Papiloma por HPV 16 e 18

Hematológica
- Gamapatia monoclonal
- Síndrome mielodisplásica
- Hiperplasia linfoide

## Tratamento
O tratamento depende do risco de transformação maligna. Quando o risco é baixo pode-se acompanhar com exames médicos a cada 3 a 12 meses para ver se a lesão desaparece. Frequentemente o organismo se regenera com tempo especialmente em pessoas mais jovens e saudáveis. Se o risco de malignização é alto deve-se remover cirurgicamente todo o tumor (incisão). Lesão pré-maligna na pele ou mucosas mais acessíveis (como boca, vagina e ânus) é possível tratar com ácidos, frio ou queimando a lesão. Os tumores pequenos podem ser removidos completamente durante a biópsia.